# John Allison (cầu thủ bóng đá)
John Allison (1884 – sau 1908) là một cầu thủ bóng đá người Anh thi đấu 3 trận cho đội bóng ở Football League Gainsborough Trinity vào mùa giải 1907-08.